# Sud
Pour les articles homonymes, voir Sud (homonymie).

Rose des vents.

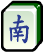
Tuile Sud
du jeu Mah-jong.

Le sud est un point cardinal, opposé au nord.

## Étymologie
« Sud » est un nom ou un adjectif invariable.
Il est emprunté à l'ancien anglais suth (XIe-XIIe siècles), lui-même déformé du saxon Sund, désignant le Soleil.
En ancien français, le sud avait pour équivalent le terme de midi, désignant le moment où le Soleil était à son apogée (depuis tout point d'observation situé au nord du tropique du Cancer). Il est alors l'opposé du septentrion. C'est ce terme que l'on retrouve sur les anciennes cartes avec ceux de : occident pour l'ouest, orient pour l'est et septentrion pour le nord. Cet usage est resté dans des noms comme le Midi de la France ou la gare du Midi, à Bruxelles.
De fait, le terme « méridien » (du latin meridianus, « de midi ») est un synonyme vieilli de « sud », mais l'adjectif « méridional » qui en découle reste très usité.
L'utilisation de minuit ou de midi pour désigner le nord ou le sud existe également dans d'autres langues, comme l'italien (mezzogiorno « midi »), le polonais (północ « minuit »; południe « midi ») et le hongrois (észak « nuit »).

## Le Sud
Selon le contexte, le Sud désigne :
- le Midi de la France, soit d'une manière assez imprécise des régions de parlers occitans ;
- le Sud des États-Unis, soit la partie sud et centre-est d'histoire différente du Nord ;
- les pays pauvres de l'hémisphère sud, les pays du Sud.

## Typographie
Les points cardinaux, qu'ils soient utilisés comme nom ou comme qualificatif, s'écrivent avec une majuscule lorsqu'ils font partie d'un toponyme ou désignent une région, mais prennent une minuscule s'ils désignent une direction, une exposition, une orientation.